# 希雷茨河

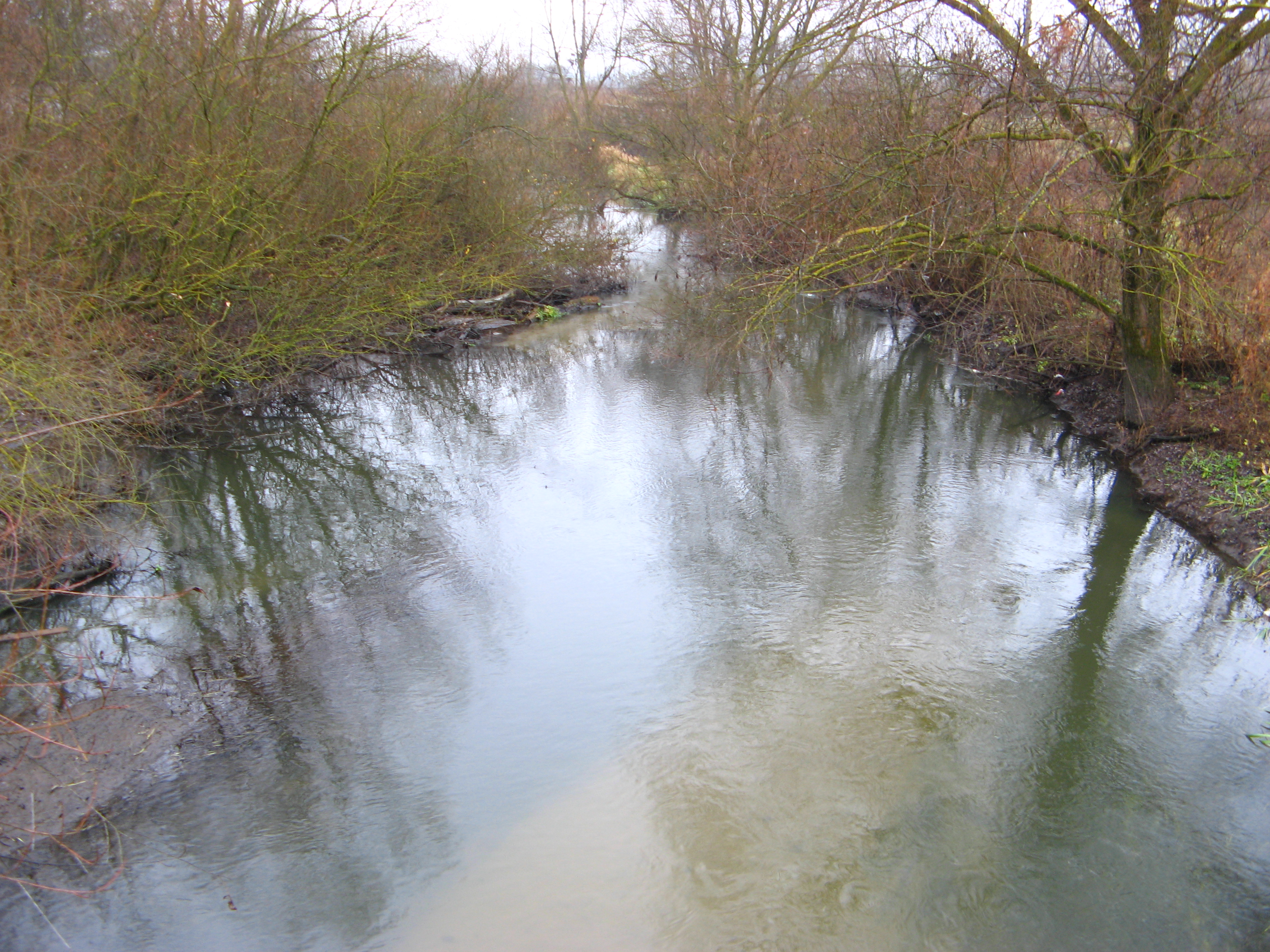
希雷茨河

希雷茨河（烏克蘭語：Щирець），是烏克蘭西部的河流，屬於德涅斯特河的左支流。該河流經利維夫州的利維夫區和斯特雷區，河道全長46公里，流域面積434平方公里。